# Tierra Incógnita
Tierra Incógnita ist eine argentinische Horrorserie für Kinder und Jugendliche, die von Non Stop für die Walt Disney Company umgesetzt wurde. In Lateinamerika fand die Premiere der Serie am 8. September 2022 auf Disney+ statt. Im deutschsprachigen Raum erfolgte die Erstveröffentlichung der Serie durch Disney+ am selben Tag.

## Handlung
Vor acht Jahren verschwanden die Eltern von Eric Dalaras auf mysteriöse Weise spurlos. Der Teenager ist fest entschlossen, das Verschwinden seiner Eltern aufzuklären und betritt dabei eine angsteinflößende Welt. Nachdem ihre Eltern verschwunden sind, wachsen Eric und seine Schwester Uma bei ihren Großeltern mütterlicherseits auf. Eric beschließt, von dort wegzugehen, um in der Stadt Cabo Qwert, in der er als Kind lebte, nach Antworten zu suchen. Denn dort befindet sich auch der verlassene Vergnügungspark Tierra Incógnita, in dem seine Eltern zuletzt gesichtet wurden. Mit der Hilfe seiner Freunde, seiner Schwester und seiner Tante muss Eric seine Ängste überwinden, um das Rätsel zu lösen, das zur Antwort auf die Frage führt, die ihn am meisten beschäftigt. Doch die Wahrheit liegt in einem ebenso finsteren wie unerforschten Kosmos verborgen.

## Besetzung und Synchronisation
Die deutschsprachige Synchronisation entstand nach den Dialogbüchern von Claudia Kahnmeyer und Mark Kuhn sowie unter der Dialogregie von Alexej Ashkenazy durch die Synchronfirma Iyuno-SDI Group Germany in Berlin.

### Hauptdarsteller
| Rolle              | Schauspieler           | Synchronsprecher |
| ------------------ | ---------------------- | ---------------- |
| Eric Dalaras       | Pedro Maurizi          | Tom Ferenc       |
| Uma Dalaras        | Mora Fisz              | Johanna Schmoll  |
| Roberto Dalaras    | Ezequiel Rodríguez     | Valentin Stilu   |
| Julia Lumens       | Verónica Intile        | Susanne Geier    |
| Aurora             | Silvia Kutika          | Daniela Hoffmann |
| Santiago „Santi“   | Osmar Núñez            | Stefan Gossler   |
| Carmen             | Carla Pandolfi         | Jessica Rust     |
| Pablo „Pablito“    | Thomas Lepera          | Nando Schmitz    |
| Axel               | Tomás Kirzner          | Oscar Räuker     |
| Lila „Litia“       | Azucena Zhou           | Lin Gothoni      |
| Daniel Rojas       | Lautaro Delgado Tymruk | Hendrik Martz    |
| Sabrina „Sabri“    | Valentina González     | Jana Dunja Gries |
| Agustín „Agus“     | Joaquín Ochoa          | Nicolas Rathod   |
| Guillermo „Guille“ | Martín Armendáriz      | Paul-Lino Krenz  |
| Federico „Fede“    | Sebastián Sinnot       | Tobias Diakow    |
| Javier             | Fernando Malfitano     | Finlay Kühn      |

### Nebendarsteller
| Rolle               | Schauspieler            | Synchronsprecher |
| ------------------- | ----------------------- | ---------------- |
| Eric Dalaras (jung) | Matías Ferro            | Julius Ole Ernst |
| Don Celestino       | Horacio Marassi         | Hans Hohlbein    |
| Dalma               | Catalina Ortín Ferraudo | Peggy Pollow     |
| Sofía               | Florencia Dyszel        | Anna Dramski     |
| Cristián Maríngolo  | Diego Alcalá            | Nikolaus Gröbe   |
| Andrés Moya         | Federico Liss           | Patrick Giese    |
| Charly Salvatierra  | Hernán Jiménez          | Dirc Simpson     |
| Leo                 | Nahuel Monasterio       | Sam Bauer        |
| Mutter von Lila     | Elina Chen              | Anja Rybiczka    |
| Vater von Lila      | Pablo Peverelli         | Tim Gössler      |
| Lucio               |                         | Fabian Kluckert  |
| Rafferty „Rafa“     |                         | Nico Wiek        |
| Mutter von Pablo    |                         | Antje Härle      |
| Vater von Pablo     |                         | Peter Sura       |
| Vater von Federico  |                         | Christian Intorp |
| Zacarías            |                         | Roman Kretschmer |

### Episodendarsteller
| Rolle            | Schauspieler | Synchronsprecher |
| ---------------- | ------------ | ---------------- |
| Benja            |              | Till Flechtner   |
| Mutter von Benja |              | Heike Beeck      |

## Episodenliste

### Staffel 1
| Nr. (ges.) | Nr. (St.) | Deutscher Titel     | Originaltitel      | Erstveröffentlichung (Lateinamerika) | Deutschsprachige Erstveröffentlichung (D/A/CH) | Regie             | Drehbuch                                                  |
| ---------- | --------- | ------------------- | ------------------ | ------------------------------------ | ---------------------------------------------- | ----------------- | --------------------------------------------------------- |
| 1          | 1         | Das Labyrinth       | El Laberinto       | 8. Sep. 2022                         | 8. Sep. 2022                                   | Sebastián Pivotto | Guillermo Barrantes, Celeste Lambert & Javier Rozenwasser |
| 2          | 2         | Das Karussel        | La Calesita        | 8. Sep. 2022                         | 8. Sep. 2022                                   | Sebastián Pivotto | Guillermo Barrantes, Celeste Lambert & Javier Rozenwasser |
| 3          | 3         | Die Dalaras Mansion | La mansión Dalaras | 8. Sep. 2022                         | 8. Sep. 2022                                   | Sebastián Pivotto | Guillermo Barrantes, Celeste Lambert & Javier Rozenwasser |
| 4          | 4         | Das Geisterschiff   | El Barco siniestro | 8. Sep. 2022                         | 8. Sep. 2022                                   | Sebastián Pivotto | Guillermo Barrantes, Celeste Lambert & Javier Rozenwasser |
| 5          | 5         | Der geheime Code    | El código secreto  | 8. Sep. 2022                         | 8. Sep. 2022                                   | Sebastián Pivotto | Guillermo Barrantes, Celeste Lambert & Javier Rozenwasser |
| 6          | 6         | Der Wurm            | El Gusano          | 8. Sep. 2022                         | 8. Sep. 2022                                   | Sebastián Pivotto | Guillermo Barrantes, Celeste Lambert & Javier Rozenwasser |
| 7          | 7         | Das Zimmer          | El cuarto oculto   | 8. Sep. 2022                         | 8. Sep. 2022                                   | Sebastián Pivotto | Guillermo Barrantes, Celeste Lambert & Javier Rozenwasser |
| 8          | 8         | Das Grauen          | El Espanto         | 8. Sep. 2022                         | 8. Sep. 2022                                   | Sebastián Pivotto | Guillermo Barrantes, Celeste Lambert & Javier Rozenwasser |

### Staffel 2
| Nr. (ges.) | Nr. (St.) | Deutscher Titel         | Originaltitel          | Erstveröffentlichung (Lateinamerika) | Deutschsprachige Erstveröffentlichung (D/A/CH) | Regie             | Drehbuch                                                  |
| ---------- | --------- | ----------------------- | ---------------------- | ------------------------------------ | ---------------------------------------------- | ----------------- | --------------------------------------------------------- |
| 9          | 1         | Julia                   | Julia                  | 13. Dez. 2023                        | 13. Dez. 2023                                  | Sebastián Pivotto | Guillermo Barrantes, Celeste Lambert & Javier Rozenwasser |
| 10         | 2         | Der ewige Albtraum      | La pesadilla eterna    | 13. Dez. 2023                        | 13. Dez. 2023                                  | Sebastián Pivotto | Guillermo Barrantes, Celeste Lambert & Javier Rozenwasser |
| 11         | 3         | Dunkelheit              | Oscuridad              | 13. Dez. 2023                        | 13. Dez. 2023                                  | Sebastián Pivotto | Guillermo Barrantes, Celeste Lambert & Javier Rozenwasser |
| 12         | 4         | Voltan, der Silberne    | Voltán, el plateado    | 13. Dez. 2023                        | 13. Dez. 2023                                  | Sebastián Pivotto | Guillermo Barrantes, Celeste Lambert & Javier Rozenwasser |
| 13         | 5         | Eine weitere Runde      | Otra vuelta más        | 13. Dez. 2023                        | 13. Dez. 2023                                  | Sebastián Pivotto | Guillermo Barrantes, Celeste Lambert & Javier Rozenwasser |
| 14         | 6         | Der Niktu-Stab          | El bastón de los Niktu | 13. Dez. 2023                        | 13. Dez. 2023                                  | Sebastián Pivotto | Guillermo Barrantes, Celeste Lambert & Javier Rozenwasser |
| 15         | 7         | Talu-Klatu              | Talu-Klatu             | 13. Dez. 2023                        | 13. Dez. 2023                                  | Sebastián Pivotto | Guillermo Barrantes, Celeste Lambert & Javier Rozenwasser |
| 16         | 8         | Alle sind der Schrecken | Todos son el Espanto   | 13. Dez. 2023                        | 13. Dez. 2023                                  | Sebastián Pivotto | Guillermo Barrantes, Celeste Lambert & Javier Rozenwasser |